# Keizō Miura
Pour les articles homonymes, voir Miura (homonymie).
Keizō Miura (三浦敬三, Miura Keizō), né le 15 février 1904 et mort le 5 janvier 2006, est un alpiniste japonais, patriarche d'une célèbre famille de skieurs et d'alpinistes.
Un de ses fils est Yuichiro Miura, un des grands spécialistes de l'Everest et héros du film-documentaire L'homme qui descendit le mont Everest.
En février 2003, à l'âge de 99 ans, Keizō Miura a descendu en ski la célèbre Vallée Blanche dans le massif du Mont-Blanc en compagnie de trois générations de sa famille. Il a abandonné définitivement la pratique du ski alpin en avril 2005.
En 2004, il fut décoré en France de la médaille d'or de la jeunesse et des sports.